# (35011) 1981 DU2
1981 DU2 (asteroide 35011) é um asteroide da cintura principal. Possui uma excentricidade de 0.21150050 e uma inclinação de 11.88217º.
Este asteroide foi descoberto no dia 28 de fevereiro de 1981 por Schelte J. Bus em Siding Spring.